# Videojuego de simulación social

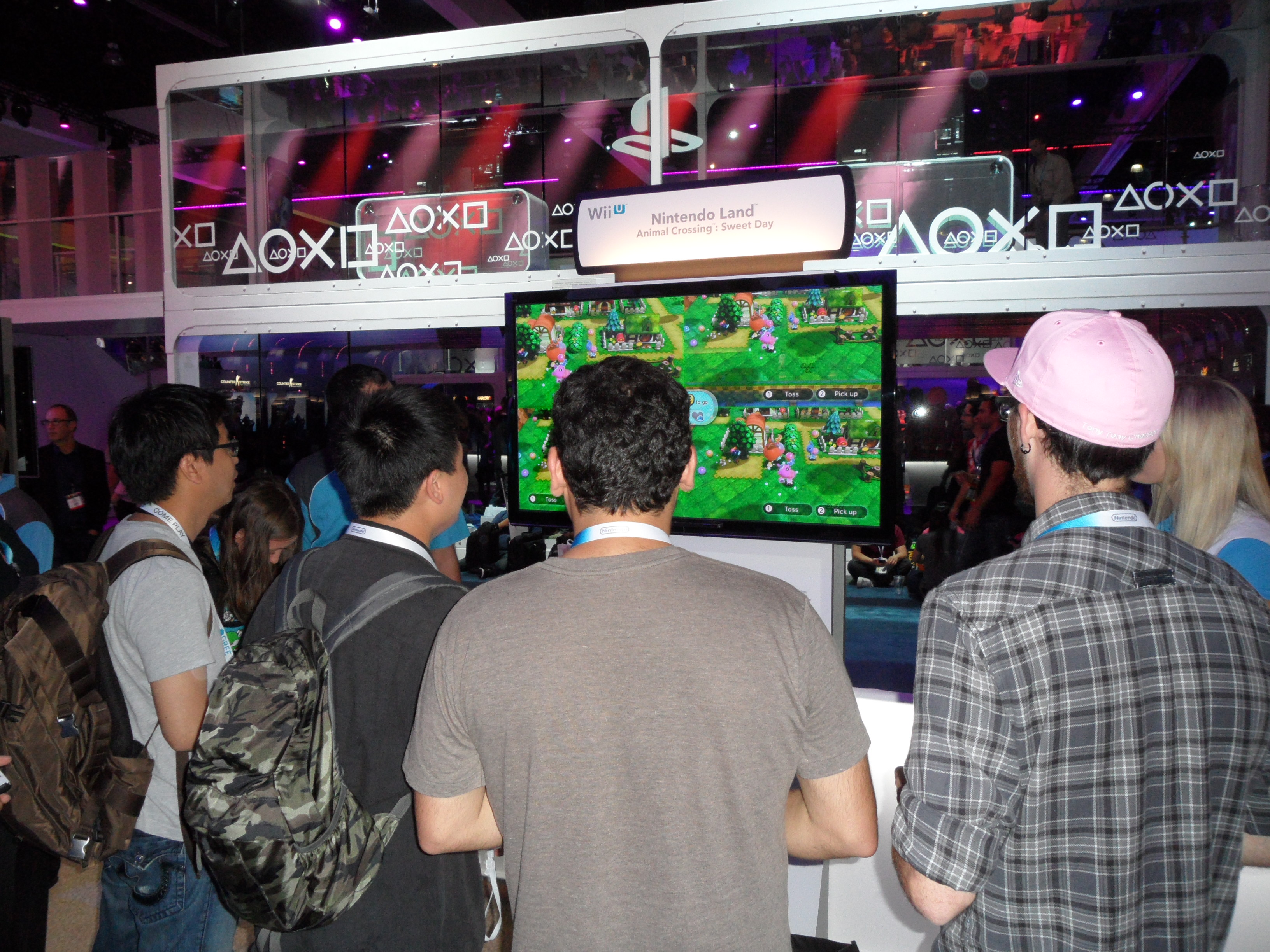
Animal crossing sweet day.

Los videojuegos de simulación social son un subgénero de los videojuegos de simulación de vida que exploran las interacciones sociales entre distintas vidas artificiales. El ejemplo más famoso de este género es la saga Los Sims.

## Historia

### Influencias y origen
Cuando Los Sims fue lanzado en el 2000, fue llamado "casi el único juego de su tipo". Sin embargo, existen varios precursores importantes de Los Sims y el género de simulación social. Para empezar, el creador del juego Will Wright reconoce la influencia de Little Computer People, un juego de simulación social de 1985 para Commodore 64. Ambos son similares, aunque se puede decir que Los Sims posee una experiencia de juego más rica. Segundo, Will Wright también reconoce la influencia de las casas de muñecas en Los Sims, una comparación que desde entonces ha sido repetida.
Animal Crossing fue lanzado en el 2001 para la Nintendo 64 en Japón. A pesar de haber sido lanzado hacia el final del ciclo de vida de la Nintendo 64, este desarrolló un seguimiento que conllevó a que fuese portado a la Nintendo Gamecube y lanzado por todo el mundo. Dado que la popularidad del juego ha incrementado, esta saga también ha sido descrita como de simulación social.
A partir del éxito de estos juegos a principios de 2000, los críticos de juegos han empezado a referirse a juegos similares como pertenecientes al género de simulación social.

### Historia reciente
Diversos juegos de simulación social han emergido para capitalizar sobre el éxito de Los Sims. Estos incluyen varias secuelas y expansiones, así como juegos como Singles: Flirt Up Your Life, con grandes similitudes.

## Ejemplos
Algunos ejemplos de este género son:
- Little Computer People
- Alter Ego
- Animal Crossing
- Tomodachi Life
- Miami Nights: Singles in the City
- Los Sims
- Singles: Flirt Up Your Life